# 尤寧斯塔 (密蘇里州)
尤寧斯塔（英語：Union Star）是位於美國密蘇里州迪卡爾布縣的城市。

## 人口
根據2020年美國人口普查的數據，尤寧斯塔的面積為0.68平方千米，皆為陸地。當地共有人口380人，而人口密度為每平方千米559人。